# Pròsper de Tarragona
|  | Per a altres significats, vegeu «Sant Pròsper». |

Pròsper (Tarragona?, segona meitat del segle vii - Camogli, Ligúria, 718) va ser l'últim arquebisbe de Tàrraco, ja que va regir la diòcesi fins a la destrucció de la ciutat pels sarraïns a principis de segle viii. És venerat com a sant per l'Església catòlica.

## Biografia
No es coneix la seva vida anterior al nomenament episcopal. El seu pontificat va durar fins al 713 (segons algunes fonts fins al 718). Destruïda Tàrraco pels àrabs, fugí amb un grup de clergues (entre els que s'esmenten els clergues Justí, Procopi, Pantaleó, Marçal i Jordi) cap a Itàlia emportant-se les restes de Fructuós, dels diaques Auguri i Eulogi i altres objectes de l'arquebisbat, com l'oracional visigòtic tarraconense, custodiat actualment a la seu de Verona.
Va morir en olor de santedat al monestir de San Fruttuoso di Capodimonte, que ell mateix havia fundat a la Ligúria, i les seves restes van ser enterrades a l'església parroquial del proper poble de Camogli.

## Veneració
Pròsper no és esmentat a les llistes de sants de l'Església Catòlica. Amb tot, però, l'any 1854 el papa Pius IX va aprovar el culte públic de Pròsper a Camogli amb festa, ofici i missa pròpia el dia 2 de setembre. A Tarragona, la memòria de Pròsper se celebra el 18 de maig.